# Charles-Albert Pottier
Charles-Albert Pottier, né le 13 avril 1755 à Loches (province de Touraine), mort le 12 mars 1829 à Nyon (canton de Vaud, en Suisse), est un homme politique de la Révolution française.

## Biographie
Charles-Albert Pottier est le fils de René Pottier, procureur au siège royal de la ville de Loches, et de Marie Anne Touchard.
En septembre 1792, alors qu'il est juge au tribunal de sa ville natale, Pottier est élu, le troisième sur huit, député du département d'Indre-et-Loire à la Convention nationale.
Il siège sur les bancs de la Montagne. Lors du procès de Louis XVI, il vote la mort sans conditions. Il est absent lors du scrutin sur la mise en accusation de Marat et vote contre le rétablissement de la Commission des Douze.
Pottier rempli une mission dans la papeterie d'Essonnes en septembre 1793. Il devient secrétaire de la Convention en germinal an II (mars 1794) aux côtés de Leyris, Peyssard et Baudot, sous la présidence de Tallien.
Pottier est visé par la loi du 12 janvier 1816, ayant voté la mort du roi et ayant adhéré à l'Acte additionnel des Cent-Jours. Il s'exile en Suisse à Nyon où il meurt.

## Sources
- « Charles-Albert Pottier », dans Adolphe Robert et Gaston Cougny, Dictionnaire des parlementaires français, Edgar Bourloton, 1889-1891 [détail de l’édition]